# Meibomeus surrubresus
Meibomeus surrubresus är en skalbaggsart som först beskrevs av Maurice Pic 1933.  Meibomeus surrubresus ingår i släktet Meibomeus och familjen bladbaggar. Inga underarter finns listade i Catalogue of Life.